# Impact Wrestling Over Drive (2022)
Pour les articles homonymes, voir Over Drive.
Over Drive est un show de catch produit par Impact Wrestling de type Pay per View (PPV). Il s'agit du deuxième évènement de la chronologie des Over Drive après celui de 2019. Il a eu lieu le 18 novembre 2022 au Old Forester's Paristown Hall à Louisville (Kentucky) et a été diffusé sur Impact Plus et YouTube.
Neuf matchs sont programmés lors de l'événement, dont deux lors de pré-show. Dans le main event, Josh Alexander bat Frankie Kazarian pour conserver le titre Impact Wold Championship. Les résultats des autres matchs de la carte sont : 
- Jordynne Grace bat Masha Slamovich dans un Last Knockout Standing match pour conserver le championnat du monde Impact Knockouts,
- Trey Miguel bat Black Taurus pour remporter le championnat  Impact X Division qui était vacant,
- Mickie James a battu Taylor Wilde dans un Carreer Threatening match,
- Enfin, Bully Ray a battu Moose dans un Tables match lors du premier combat.

## Production

### Historique
Le 18 juillet 2022, Impact Wrestling avait annoncé que son PPV Over Drive aurait lieu le 18 novembre 2022 au Old Forester's Paristown Hall à Louisville, Kentucky,.

### Scénarios
L'événement présente plusieurs match de catch impliquant différents lutteurs issus de querelles et de scénarios préexistants.

#### Frankie Kazarian vs Josh Alexander
Dans l'épisode du 13 octobre de Impact!, après que Josh Alexander ait défendu avec succès son titre de Impact Wolrd Championship contre Bobby Fish,, le champion de la division X, Frankie Kazarian invoque l'option C, lui permettant d'abandonner son titre de Champion de la Division X  pour le titre mondial à Over Drive.

#### Major Players vs Heath et Rhino
À la suite de l'activation de l'option C par Frankie Kazarian, un tournoi à huit fut organisé pour couronner un nouveau champion de la division X, la finale devant avoir lieu à Over Drive.
Lors de ce tournoi, Black Taurus,, Trey Miguel,, PJ Black,, et Mike Bailey, se sont qualifiés pour les demi-finales en battant respectivement Laredo Kid, Alan Angels, Yuya Uemura, et Kenny King. Miguel se qualifie ensuite pour la finale en battant Bailey, par disqualification, après que King ait jeté le premier dans les marches du ring,. Taurus se qualifie pour la finale en battant Black,.
Dans l'épisode du 20 octobre d'Impact!, Heath et Rhino remporte le championnat du monde par équipe d'Impact en battant The Kingdom ( Matt Taven et Mike Bennett ),.
La semaine suivante, The Motor City Machine Guns ( Alex Shelley et Chris Sabin ), qui ont perdu contre The Kingdom à Bound for Glory, souhaite affronter les nouveaux champions par équipe. Cependant, The Major Players, composé de Brian Myers et Matt Cardona, souhaitait également tenter leur chance pour le titre de champions par équipe. Afin de décider de l'équipe adversaire à Heath and Rhino, un match simple sera organiser plus tard dans la nuit entre Shelley et Cardona. Cardona remportera la victoire après que Myers ait frappé Shelley avec la ceinture Impact Digital Media Championship, . Cette victoire a valu aux Major Players un match pour le titre par équipe contre Heath et Rhino à Over Drive.

#### The Death Dollz vs Tasha Steels et Savannah Evans
À Bound for Glory, The Death Dollz (Jessicka et Taya Valkyrie), accompagnées de Rosemary, battent les championnes du monde par équipe Knockouts VXT (Chelsea Green et Deonna Purrazzo) pour remporter les titres,.
Dans l'épisode du 3 novembre d'Impact!, Jessicka répond à un défi ouvert, proposé  par Tasha Steelz, alliée de Savannah Evans, pour affronter cette dernière, mais sans succès,. À la suite de la défaite de Jessicka, il a été confirmé qu'Evans et Steelz défieraient The Death Dollz pour leur titre.

#### Bully Ray vs Moose
À Bound for Glory, Bully Ray revient dans le giron de la fédération durant le Call Your Shot Gauntlet, éliminant Steve Maclin et remporte le droit à un match de championnat de son choix à tout moment. Plus tard dans la nuit, après que Josh Alexander ait conservé le championnat du monde contre Eddie Edwards, Honor No More attaquera Alexander par derrière, laissant penser que Ray souhaite défier Alexander pour le titre. Cependant, Ray a plutôt aidé Alexander à repousser Honor No More pour clore le spectacle,.
Dans l'épisode suivant d'Impact!, Ray explique à Alexander qu'en raison de son passé mouvementé à Impact, en tant que personne prête à tout pour obtenir ce qu'il veut, il souhaite utiliser son opportunité de la bonne manière afin de préserver son héritage,. Cependant, beaucoup ont remis en question les véritables motivations de Ray, y compris Moose, qui a traité Ray de "scumbag".
Dans l'épisode du 20 octobre d'Impact!, Ace Austin est attaqué dans le parking avant un match par équipe avec Chris Bey contre Ray et Tommy Dreamer, ce qui a accru les soupçons sur Ray,.
La semaine suivante, Ray tente d'expliquer qu'il n'est pas le coupable et blâme arbitrairement Moose pour l'attaque. Plus tard, Moose interviendra lors d'un match entre Dreamer et Bey, dans lequel Ray était dans le coin de Dreamer. Là, Moose balaye les jambes de Bey et parts, donnant l'impression que Ray avait commis l'attaque sur Austin,. Le 4 novembre, Impact annonce que Ray et Moose se rencontreront en tête-à-tête à Over Drive. Dans l'épisode du 10 novembre d'Impact!, après que Ray ait vaincu Zicky Dice, Moose porte un coup bas à Ray avant de le jeter à travers une table,. Leur match à Over Drive se transformera plus tard en un match de tables.
À Bound for Glory, Taylor Wilde a fait son retour à Impact dans le Call Your Shot Gauntlet, où elle a été éliminée 12e par Matt Cardona, . Dans l'épisode du 20 octobre d'Impact!, après que Wilde ait vaincu Mia Yim, il est accueilli par Mickie James, qui a annoncé que sa prochaine défaite serait synonyme de retraite (cet angle est appelé "The Last Rodeo"). Avant que James ne puisse défier Wilde, les deux sont attaqués par VXT ( Chelsea Green et Deonna Purrazzo ) et Gisele Shaw jusqu'à l'intervention de la championne TNA Knockout, Jordynne Grace. Cela a conduit à un six-woman tag team match entre toutes les personnes impliquées, dans l'épisode suivant d'Impact!, dont Grace, James et Wilde remporteront la victoire. Dans l'épisode du 10 novembre d'Impact!, après que James ait vaincu Green,, la fédération confirmera que James affronterait Wilde à Over Drive.
À Bound for Glory, Jordynne Grace a défendu avec succès son championnat du monde Impact Knockouts contre Masha Slamovich, mettant fin à la série d'invincibilité de cette dernière,. Plusieurs semaines plus tard, lors de l'épisode du 10 novembre d'Impact!, Grace défend son titre contre Gisele Shaw. Après le match, Slamovich reviendra et attaquera Grace sur la rampe d'entrée avec des chaises en acier,. Le 14 novembre, l'Impact annonce que Grace défendra à nouveau le titre contre Slamovich dans un Last Knockout Standing match.

## Tableaux des matchs
| Ordre par numéros | Résultat                                                                                               | Stipulation(s)                                                                | Temps |
| --- | --- | ----------------------------------------------------------------------------- | ----- |
| 1P | Rich Swann bat Bhupinder Gujjar, Jason Hotch, Kenny King, Mike Bailey et Yuya Uemura                   | Six-Way Match                                                                 | 8:06  |
| 2P | Motor City Machine Guns (Alex Shelley et Chris Sabin) battent Bullet Club (Ace Austin et Chris Bey)    | Tag Team Match pour devenir challenger aux Impact World Tag Team Championship | 13:24 |
| 3 | Bully Ray contre Moose                                                                                 | Tables Match                                                                  | 10:01 |
| 4 | The Death Dollz (Jessicka et Taya Valkyrie) (avec Rosemary) (c) battent Savannah Evans et Tasha Steelz | Tag Team Match pour le Impact Knockouts Tag Team Championship                 | 7:34  |
| 5 | Mickie James bat Taylor Wilde                                                                          | Match simple                                                                  | 12:29 |
| 6 | Heath et Rhino (c) battent The Major Players (Brian Myers et Matt Cardona)                             | Tag Team Match pour le Impact World Tag Team Championship                     | 11:27 |
| 7 | Trey Miguel bat Black Taurus                                                                           | Match simple pour le Impact X Division Championship                           | 15:51 |
| 8 | Jordynne Grace bat Masha Slamovich                                                                     | Last Knockout Standing Match pour le Impact Knockouts Championship            | 21:23 |
| 9 | Josh Alexander (c) bat Frankie Kazarian                                                                | Match simple pour le Impact World Championship                                | 32:51 |
| La lettre C placée entre parenthèses désigne la personne ou l’équipe championne en titre. P – indique que le match a eu lieu lors du pré-show | |                                                                               |       |